# Chris Elmore
Pour les articles homonymes, voir Elmore.
Christopher Philip James Elmore (né le 23 décembre 1983) est un homme politique du Parti travailliste gallois. Il est député d'Ogmore de 2016 à 2024 puis de Bridgend.

## Jeunesse et carrière
Elmore est né à Newport et vit à Brynmawr et à Caerphilly dans son enfance.
Il commence sa vie professionnelle en tant que boucher stagiaire et fréquente ensuite la Cardiff Metropolitan University, complétant un diplôme en histoire et culture en 2005. Elmore exerce ensuite dans un certain nombre de professions, notamment l'enseignement supérieur.
En 2008, Elmore est élu conseiller de Casteland dans le Conseil de Vale of Glamorgan. Plus tard, il est nommé membre du cabinet pour les services pour enfants et les écoles.

## Carrière parlementaire
Elmore se présente en vain pour le siège de Vale of Glamorgan aux élections générales de 2015 au Royaume-Uni avant d'être sélectionné comme candidat travailliste à l'élection partielle d'Ogmore de 2016 qui s'est tenue le 5 mai 2016.
En juin 2016, Elmore rejoint le Comité spécial de la justice avant de rejoindre également le Comité spécial des affaires galloises en juillet. En octobre 2016, il est nommé au poste de whip de l'opposition.
Il soutient Owen Smith dans la tentative ratée de remplacer Jeremy Corbyn lors de l'Élection à la direction du Parti travailliste britannique de 2016.
En avril 2020, Elmore est nommé ministre de l'ombre de l'Écosse par le nouveau chef Keir Starmer. Dans ce poste, il soutient Ian Murray, le Secrétaire d'État pour l'Écosse du cabinet fantôme. Il est également nommé whip senior de l'opposition,.
Depuis son élection en tant que député, Elmore s'est particulièrement concentré sur les questions qui touchent les jeunes, s'exprimant souvent au parlement et ailleurs sur le sujet .
En 2017, Elmore est élu président du groupe parlementaire multipartite sur le rail au Pays de Galles. Il est un opposant virulent à la décision du gouvernement en 2017 d'annuler l'électrification prévue de la Great Western Mainline entre Cardiff et Swansea. Il fait campagne sur des questions telles que la sécurité des passagers .
Le 10 juillet 2024, il intègre l'équipe des whips du gouvernement Starmer, en devenant Contrôleur de la maison.